# Signo de Comolli
El Signo de Comolli es una tumefacción que aparece en la escápula tras una fractura. Tiene forma triangular reproduciendo la forma del hueso. Es un signo de gran valor en el diagnóstico de la fractura del cuello quirúrjico y cuerpo de la escápula. La tumefacción se debe a la acumulación de sangre.